# Landespolizeiorchester Nordrhein-Westfalen

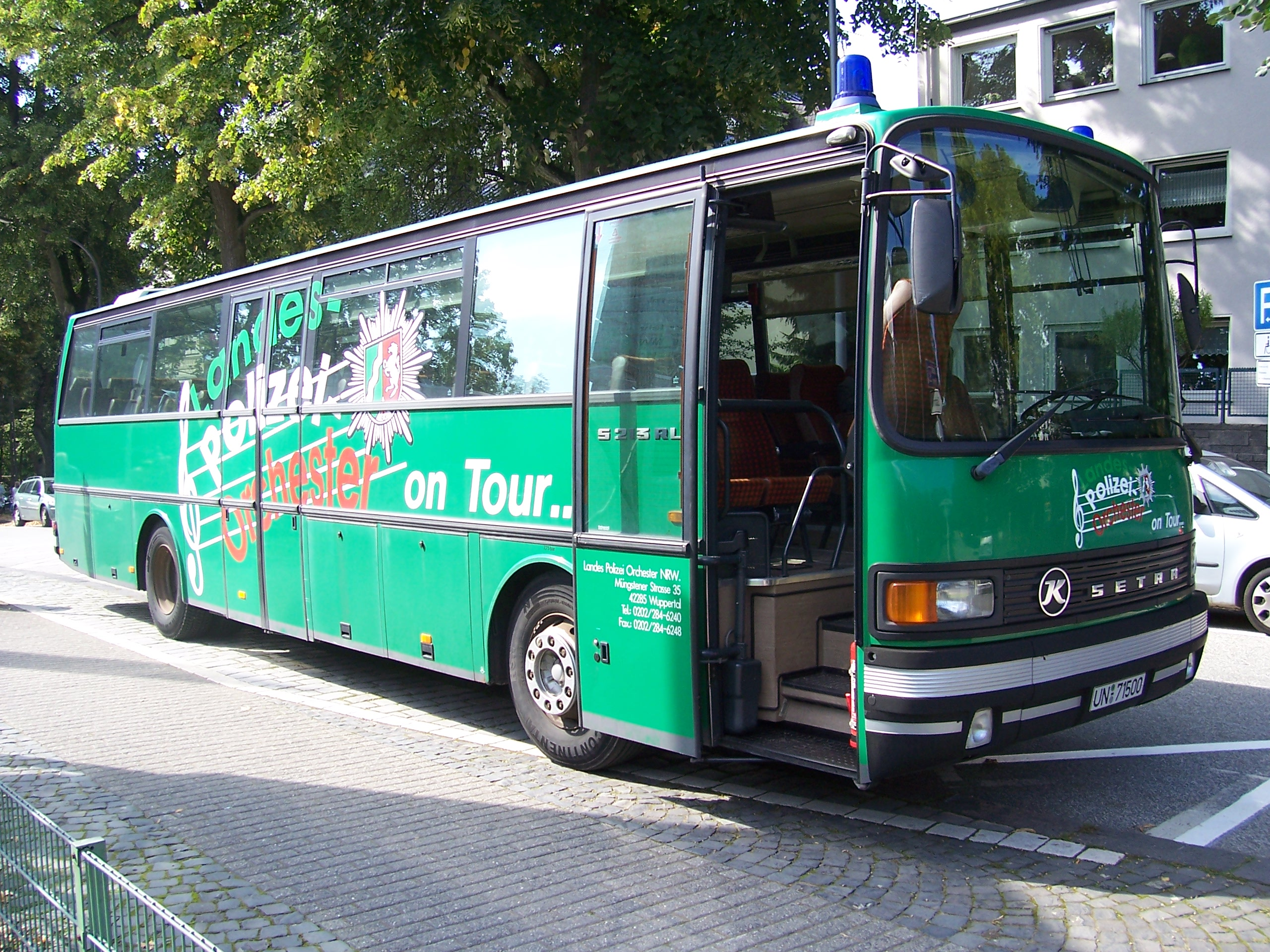
Tourbus des Landespolizeiorchesters, 2006

Das Landespolizeiorchester Nordrhein-Westfalen (LPO NRW) ist ein sinfonisches Blasorchester Deutschlands mit Dienstsitz in Hagen. Es ist dem Landesamt für Ausbildung, Fortbildung und Personalangelegenheiten des Landes Nordrhein-Westfalen zugeordnet.

## Geschichte
Bis 1998 gab es in Nordrhein-Westfalen fünf Polizeimusikkorps, die bei den Polizeipräsidien in Dortmund, Düsseldorf, Essen, Köln und Wuppertal ansässig waren. Die Landesregierung entschloss sich 1999, an ihrer Stelle ein großes Orchester als Landespolizeiorchester NRW einzurichten. Es soll die musikalische Tradition an zentraler Stelle sicherstellen und die Aufgaben der Öffentlichkeitswerbung auf hohem Niveau fortsetzen. Das LPO wurde von der Landesregierung als dessen Repräsentationsorchester bestimmt.
Das Orchester übt  sein Programm in Wuppertal in einem großen Probensaal, der sich am Standort des dortigen Landesamts für Ausbildung, Fortbildung und Personalangelegenheiten der Polizei NRW befindet. Ein geplanter Umzug nach Hagen hat bislang nicht stattgefunden.

## Profil und Aufgaben
Das LPO ist ein Berufsorchester mit 45 Mitgliedern. Etwa 80 Konzerte jährlich werden vom Gesamtorchester bzw. von der Big Band gespielt. Insgesamt die gleiche Anzahl von Auftritten werden zusätzlich vom Holzbläserquintett, Klarinettenensemble, Hornquartett, Blechbläsernonett, Harmonie-Ensemble und Jazz-Ensemble gespielt.
Die sinfonische Besetzung konzertiert mit einer breiten Palette von anspruchsvoller und populärer Klassik. Aus dem eigenen Archiv von über 4.000 Werken werden zum Teil selten gehörte Transkriptionen und Originalwerke ins Konzertrepertoire geholt. Die Präsentation von Auftragswerken gehört auch zu den Grundpfeilern des Orchesters. Seit 2006 hat das Orchester Stücke von Lutz-Werner Hesse, Betin Güneş, Peter B. Smith und Thomas Bartel uraufgeführt.
Neben Auftritten bei dienstlichen Veranstaltungen oder solchen mit öffentlichem Interesse sind dem Landespolizeiorchester auch Auftritte bei anderen Veranstaltungen erlaubt, sofern deren Art oder Bedeutung nicht der Repräsentationsbedeutung des Orchesters entgegensteht. Für solche Auftritte gelten marktübliche Entgelte, mit denen das Orchester seine Materialausgaben zu decken hat.
Neben Konzertauftritten wird die Big Band des LPO zunehmend bei Musikprojekten in Zusammenarbeit mit sozialen Einrichtungen eingesetzt. Große Resonanz gewannen Projekte wie ein gemeinsames Rock-Konzert mit der Knastband der JVA Siegburg, ein Workshop für die Kinderkrebshilfe zusammen mit dem Aachener „MC Street Angels“ und Gemeinschaftskonzerte in der Gehörlosenschule Münster.
Das LPO wirkte häufig bei Europas größtem internationalen Krimifestival „Mord am Hellweg“ mit.
Aufnahmen vom LPO werden vom HeBu-Verlag und Kliment-Verlag veröffentlicht.

## Künstler
Hans-Paul Breuer leitete das LPO bei der Neueinrichtung 1999. Ihm folgte 2002 als Dirigent Christian Weiper. 2003 wurde der künstlerische Vorstand erweitert, als Hans Steinmeier Leiter der Big Band wurde. Von 2004 bis 2005 war Dirigent des Orchesters Heinz Kricke. Seit 2005 leitet Scott Lawton die große Besetzung des LPO.
Zu den namhaften Gastsolisten in letzter Zeit gehören Betin Güneş, Joe Doll, Werner Hahn, Ron Williams, Tinie Zacher, Walter Ratzek und Olaf Ott, Solo-Posaunist der Berliner Philharmoniker.

## CD-Diskographie
- Crossline – Dir. S. Lawton
- Ombra e Sole – Dir. S. Lawton
- Reise in die alte Heimat – Dir. S. Lawton
- Spektrum – Dir. S. Lawton
- Skytrain – Dir. S. Lawton
- Tribute – Dir. H. Steinmeier
- Geysir-Sinfonie – Dir. S. Lawton
- Die Perlenfischer – Dir. S. Lawton/H. Kricke
- Doe Eyes – Dir. H. Kricke
- Bläserklänge aus Nordrhein-Westfalen
- Märsche von Hermann Ludwig Blankenburg
- Tetragon